# Asociación Gremial de Empleados de Chile
Asociación Gremial de Empleados de Chile fue un movimiento y partido político chileno ya extinto. Formado en octubre de 1932 tras el retorno a la democracia, formando parte de la Confederación Republicana de Acción Cívica, que llevaron como candidato presidencial a Marmaduke Grove (Socialista), quien desde el exilio en el archipiélago Juan Fernández logró el segundo lugar con 17,91 % de la votación. 
Sin embargo, a la Confederación Republicana de Acción Cívica no le fue de igual manera en las elecciones parlamentarias, ya que lograron solo 9 diputados, un 8,67 % de la votación. 
Particularmente, la Asociación Gremial de Empleados de Chile, AGECh, logró una votación de 3305 sufragios (1,01 %), otorgándole la oportunidad de llevar un diputado al Congreso, el parlamentario Enrique Aguirre Pinto, representante de Valparaíso, Casablanca y Quillota.
La AGECh tuvo como importante miembro al primer candidato presidencial de la izquierda democrática en Chile, José Santos Salas Morales, quien fue el artífice de la Confederación para agrupar a todos los movimientos y elementos marxistas que estaban dispersos entre personalismos.